# Hình (họ)
Hình là một họ của người châu Á. Họ này có mặt ở Trung Quốc (chữ Hán: 邢, Bính âm: Xíng) và Triều Tiên (Hangul: 형, Romaja quốc ngữ: Hyeong). Trong danh sách Bách gia tính họ Hình xếp thứ 195; về mức độ phổ biến, theo thống kê năm 1990 họ này xếp thứ 90 nhưng trong thống kê năm 2006 thì họ này không còn nằm trong danh sách 100 họ phổ biến nhất.

## Người Trung Quốc họ Hình
- Hình Đạo Vinh, tướng dưới quyền Lưu Độ thời Tam Quốc
- Hình Đôn Hành, tướng nhà Thanh tử trận ở Thăng Long, Đại Việt
- Hình Phi, nữ diễn viên Trung Quốc
- Hình Chiêu Lâm, nam diễn viên Trung Quốc